# Cyriogonus vinsoni
Cyriogonus vinsoni là một loài nhện trong họ Thomisidae.
Loài này thuộc chi Cyriogonus. Cyriogonus vinsoni được Tord Tamerlan Teodor Thorell miêu tả năm 1875.